# Bistum Daule
Das Bistum Daule (spanisch Diócesis de Daule) ist eine in Ecuador gelegene römisch-katholische Diözese mit Sitz in Daule.

## Geschichte
Das Bistum Daule wurde am 2. Februar 2022 durch Papst Franziskus aus Gebietsabtretungen des Erzbistums Guayaquil errichtet und diesem als Suffraganbistum unterstellt. Zum ersten Bischof wurde Giovanni Battista Piccioli ernannt, der jedoch am 17. März desselben Jahres noch vor der Amtseinführung zurücktrat. Zum Apostolischen Administrator von Daule wurde gleichzeitig der Erzbischof von Guayaquil, Luis Gerardo Cabrera Herrera OFM, ernannt. Am 22. April 2022 wurde schließlich Krzysztof Kudławiec zum Bischof von Daule bestellt.
Das Bistum Daule umfasst die Kantone Daule, Balzar, Colimes, El Empalme, Isidro Ayora, Lomas de Sargentillo, Nobol, Palestina, Pedro Carbo, Samborondón, Santa Lucía und Salitre in der Provinz Guayas.